# High Civilization

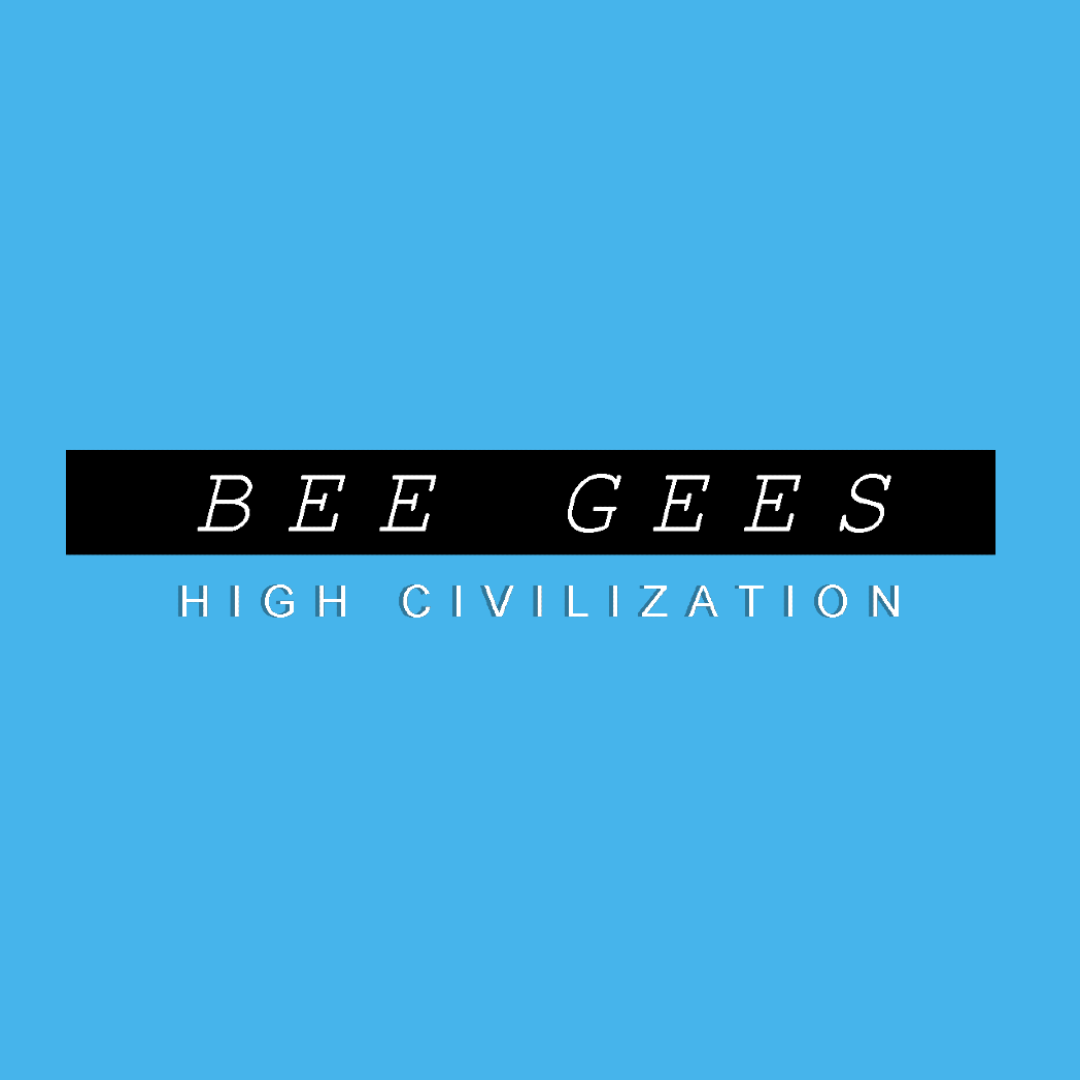

High Civilization ist das 19. Studioalbum der Bee Gees. Es erschien im März 1991 bei Warner Bros.

## Geschichte
Dem erfolgreichen Album One ließen die Bee Gees auf High Civilization noch modernere Klänge folgen. Anleihen von Prince bis zu den Chipmunks und Inspirationen aus dem damals populär werdenden Techno wurden eingebaut. Das Album wurde in den USA nicht in dem Maße promotet wie die vorherigen.

## Titelliste
1. High Civilization – 5:31
2. Secret Love – 3:42
3. When He's Gone – 5:59
4. Happy Ever After – 6:17
5. Party with No Name – 4:56
6. Ghost Train – 6:04
7. Dimensions – 5:28
8. The Only Love – 5:36
9. Human Sacrifice – 5:42
10. True Confessions – 5:16
11. Evolution – 5:37

## Kritik
Auf der Webseite Allmusic.com gab der Kritiker 2 von 5 Sternen. Er bezeichnet den musikalischen Kurs der Band als „falsch“. Die modernen Anleihen seien im Übermaß vorhanden. William Ruhlmann schrieb: „You can't really blame a band that has had recurring success by faithfully following contemporary pop trends for trying it, but you can blame them for failing.“ Die Chicago Tribune kritisierte die zu langen Songs, es seien keine Singles dabei: "True, the Bee Gees have stretched out on some previous dance smashes, but those songs could have melted this entire album."

## Kommerzieller Erfolg

### Chartplatzierungen
Die Band konzentrierte sich auf das Ausland, vor allem im deutschsprachigen Raum wurde das Album ein Erfolg, es erreichte in Deutschland Platz 2, in Österreich Platz 4 und in der Schweiz Platz 6.
| ChartsChartplatzierungen     | Höchstplatzierung | Wochen |
| ---------------------------- | ----------------- | ------ |
| Deutschland (GfK)            | 2 (31 Wo.)        | 31     |
| Österreich (Ö3)              | 4 (17 Wo.)        | 17     |
| Schweiz (IFPI)               | 6 (26 Wo.)        | 26     |
| Vereinigtes Königreich (OCC) | 24 (5 Wo.)        | 5      |

| ChartsJahrescharts (1991) | Platzierung |
| ------------------------- | ----------- |
| Deutschland (GfK)         | 18          |
| Österreich (Ö3)           | 18          |
| Schweiz (IFPI)            | 17          |

### Auszeichnungen für Musikverkäufe
| Land/Region        | Auszeichnungen für Musikverkäufe (Land/Region, Auszeichnung, Verkäufe) | Verkäufe |
| ------------------ | ---------------------------------------------------------------------- | -------- |
| Deutschland (BVMI) | Platin                                                                 | 500.000  |
| Österreich (IFPI)  | Gold                                                                   | 25.000   |
| Schweiz (IFPI)     | Platin                                                                 | 50.000   |
| Insgesamt          | 1× Gold · 2× Platin ·                                                  | 575.000  |

Hauptartikel: Bee Gees/Auszeichnungen für Musikverkäufe